# Josef Löw
Josef Löw (* 23. Januar 1834 in Prag; † 5. Oktober 1886 ebenda) war ein deutschböhmischer Komponist, Organist, Pianist und Klavierpädagoge.

## Leben
Löw erhielt seine Ausbildung am Musikinstitut Jiránek in Prag. Er war ein gefragter Klavierlehrer und Organist. Obwohl er jüdischen Glaubens war, liegen seine Kompositionen abseits der Synagogalmusik. Insgesamt sind 680 Opuszahlen Löws bekannt. Der Schwerpunkt seiner Werke liegt bei Charakterstücken für Klavier, Orgel oder Harmonium. Daneben komponierte er auch Tondichtungen für Orchester sowie Chorwerke.

### Hörproben
- LÖW: Voluntary in B-flat, played on Estey parlor organ auf YouTube
- Worcester Reed Organ: Stille Der Nacht - J. Löw auf YouTube
- Albumblatt für Violoncello und Klavier auf YouTube
- Joseph Löw: Sweet Holidays op.433 III auf YouTube
- Krakowiak für Klaviertrio auf YouTube

| Personendaten    | Personendaten        |
| ---------------- | -------------------- |
| NAME             | Löw, Josef           |
| KURZBESCHREIBUNG | böhmischer Komponist |
| GEBURTSDATUM     | 23. Januar 1834      |
| GEBURTSORT       | Prag                 |
| STERBEDATUM      | 5. Oktober 1886      |
| STERBEORT        | Prag                 |